# Championnat d'Europe féminin de rink hockey des moins de 20 ans
Pour les articles homonymes, voir Championnat d'Europe de rink hockey.
Le championnat d'Europe de rink hockey féminin des moins de 20 ans est une compétition de rink hockey  au cours de laquelle s'affrontent les équipes nationales féminines de moins de 20 ans de pays européens. Entre 2007 et 2009, l'épreuve était réservée aux joueuses de moins de 19 ans. Il a lieu tous les ans et est organisé par le Comité européen de rink hockey.

## Palmarès
Le tableau ci-après donne le palmarès du championnat d'Europe depuis sa création en 2007,, ainsi que des deux championnats tenus en 2001 et 2005 mais non reconnus officiellement par le CERH. On accède à l'article qui traite d'une saison particulière en cliquant sur l'année de la compétition.
| Édition | Année | Lieu                 | Vainqueur | Finaliste | Troisième  | Quatrième  |
| -       | 2001  | Marl, Allemagne      | Portugal  | Allemagne | France     | Suisse     |
| -       | 2005  | Gijón, Espagne       | Espagne   | Portugal  | Italie     | France     |
| 1       | 2007  | Mealhada, Portugal   | Espagne   | Portugal  | Allemagne  | France     |
| 2       | 2008  | Cestas, France       | Espagne   | France    | Allemagne  | Angleterre |
| 3       | 2009  | Mealhada, Portugal   | Espagne   | Portugal  | Angleterre | Allemagne  |
| 4       | 2010  | Darmstadt, Allemagne | Espagne   | Allemagne | Angleterre | Suisse     |

## Bilan
L'Espagne a remporté toutes les éditions du championnat d'Europe. Il n'est pas tenu compte des championnats non officiels de 2001 et 2005.
| Rang | Équipe    | Titres | Finales perdues |
| 1    | Espagne   | 4      | 0               |
| 2    | Portugal  | 0      | 2               |
| 3    | Allemagne | 0      | 1               |
| 3    | France    | 0      | 1               |